# Discografia dei Cardigans
Qui di seguito viene indicata la discografia dei The Cardigans

## Album in studio
| Anno | Dettagli                                                                         | Posizioni | Posizioni | Posizioni | Posizioni | Posizioni | Posizioni | Posizioni | Posizioni | Posizioni | Posizioni | Posizioni | Posizioni | Posizioni | Posizioni | Posizioni | Certificazioni                                                                          |
| Anno | Dettagli                                                                         | SWE       | AUT       | CAN       | CHE       | DEN       | FIN       | FRA       | GER       | IRL       | NLD       | NZL       | NOR       | POR       | UK        | US        | Certificazioni                                                                          |
| ---- | -------------------------------------------------------------------------------- | --------- | --------- | --------- | --------- | --------- | --------- | --------- | --------- | --------- | --------- | --------- | --------- | --------- | --------- | --------- | --------------------------------------------------------------------------------------- |
| 1994 | Emmerdale - Uscita: 18 febbraio 1994 - Etichetta: Trampolene Records             | 29        | —         | —         | —         | —         | —         | —         | —         | —         | —         | —         | —         | —         | —         | —         | - SWE: Disco d'oro                                                                      |
| 1995 | Life - Released: 16 marzo 1995 - Label: Stockholm Records                        | 20        | —         | —         | —         | —         | —         | —         | 50        | —         | —         | —         | —         | —         | 51        | —         | - SWE: Disco d'oro                                                                      |
| 1996 | First Band on the Moon - Uscita: 12 agosto 1996 - Etichetta: Stockholm Records   | 2         | —         | 41        | —         | —         | 16        | —         | 83        | —         | —         | 12        | —         | —         | 18        | 35        | - SWE: Disco d'oro - CAN: Disco di platino - UK: Disco d'argento - US: Disco di platino |
| 1998 | Gran Turismo - Uscita: 1º ottobre 1998 - Etichetta: Stockholm Records            | 1         | 43        | 30        | —         | —         | 8         | 44        | 38        | 29        | 27        | 24        | 2         | —         | 8         | 151       | - SWE: Disco d'oro - FRA: Disco d'oro - NOR: Disco di platino - UK: Disco di platino    |
| 2003 | Long Gone Before Daylight - Uscita: 24 marzo 2003 - Etichetta: Stockholm Records | 1         | 47        | —         | 22        | 13        | 10        | 47        | 24        | 35        | —         | —         | 8         | 24        | 47        | —         | - SWE: Doppio disco di platino                                                          |
| 2005 | Super Extra Gravity - Uscita: 14 ottobre 2005 - Etichetta: Stockholm Records     | 1         | 48        | —         | 42        | 14        | 15        | 85        | 30        | —         | —         | —         | 8         | —         | 78        | —         | - SWE: Disco d'oro                                                                      |

## Compilation
| Anno | Dettagli                                                                    | Posizione | Posizione | Posizione | Posizione | Posizione | Posizione | Posizione | Posizione | Posizione | Posizione | Posizione | Posizione | Posizione | Posizione | Posizione | Certificazioni |
| Anno | Dettagli                                                                    | SWE       | AUT       | CAN       | CHE       | DEN       | FIN       | FRA       | GER       | IRL       | NLD       | NZL       | NOR       | SPA       | UK        | US        | Certificazioni |
| ---- | --------------------------------------------------------------------------- | --------- | --------- | --------- | --------- | --------- | --------- | --------- | --------- | --------- | --------- | --------- | --------- | --------- | --------- | --------- | -------------- |
| 1999 | The Other Side of the Moon - Compilation di b-side - Uscita: 5 gennaio 1999 | —         | —         | —         | —         | —         | —         | —         | —         | —         | —         | —         | —         | —         | —         | —         |                |
| 2008 | Best Of - Greatest Hits - Uscita: 30 gennaio 2008                           | 5         | —         | —         | 78        | 8         | —         | —         | —         | 60        | —         | —         | 5         | 98        | 32        | —         |                |

Note
1. ↑  Uscito solo in Giappone.

## Singoli
| Anno | Singolo                                             | Posizione | Posizione | Posizione | Posizione | Posizione | Posizione | Posizione | Posizione | Posizione | Posizione | Posizione | Posizione | Posizione | Posizione | Certificazioni | Album                     |
| Anno | Singolo                                             | SWE       | AUS       | AUT       | CAN       | CHE       | FIN       | FRA       | GER       | IRL       | NLD       | NZL       | NOR       | UK        | US Alt    | Certificazioni | Album                     |
| ---- | --------------------------------------------------- | --------- | --------- | --------- | --------- | --------- | --------- | --------- | --------- | --------- | --------- | --------- | --------- | --------- | --------- | -------------- | ------------------------- |
| 1994 | Rise and Shine                                      | —         | —         | —         | —         | —         | —         | —         | —         | —         | —         | —         | —         | 29        | —         |                | Emmerdale                 |
| 1994 | Black Letter Day                                    | —         | —         | —         | —         | —         | —         | —         | —         | —         | —         | —         | —         | —         | —         |                | Emmerdale                 |
| 1994 | Sick and Tired                                      | —         | —         | —         | —         | —         | —         | —         | —         | —         | —         | —         | —         | 34        | —         |                | Emmerdale                 |
| 1995 | Carnival                                            | —         | —         | —         | —         | —         | —         | —         | —         | —         | 44        | —         | —         | 35        | —         |                | Life                      |
| 1995 | Hey! Get Out of My Way                              | —         | —         | —         | —         | —         | —         | —         | —         | —         | —         | —         | —         | —         | —         |                | Life                      |
| 1996 | Lovefool                                            | 15        | —         | —         | —         | —         | 5         | 31        | —         | 11        | —         | —         | —         | 21        | —         |                | First Band on the Moon    |
| 1996 | Been It                                             | —         | —         | —         | —         | —         | —         | —         | —         | —         | —         | —         | —         | 56        | —         |                | First Band on the Moon    |
| 1997 | Lovefool (re-issue)                                 | —         | 11        | 7         | 3         | 22        | —         | —         | 6         | 13        | 21        | 1         | —         | 2         | 9         | UK: Silver     | First Band on the Moon    |
| 1997 | Your New Cuckoo                                     | —         | —         | —         | —         | —         | —         | —         | —         | —         | —         | —         | —         | 35        | —         |                | First Band on the Moon    |
| 1998 | My Favourite Game                                   | 3         | —         | —         | 68        | —         | —         | 27        | 90        | 13        | 15        | 36        | —         | 14        | 16        | SWE: Gold      | Gran Turismo              |
| 1999 | Erase/Rewind                                        | 12        | —         | —         | —         | 39        | —         | 60        | 71        | 16        | 62        | 36        | 14        | 7         | —         |                | Gran Turismo              |
| 1999 | Hanging Around                                      | —         | —         | —         | —         | —         | —         | —         | —         | —         | —         | —         | —         | 17        | —         |                | Gran Turismo              |
| 1999 | Burning Down the House (with Tom Jones)             | 2         | 8         | 21        | —         | 31        | 10        | 21        | 67        | 18        | 58        | 13        | 4         | 7         | —         | SWE: Gold      | Reload                    |
| 2003 | For What It's Worth                                 | 8         | —         | —         | —         | —         | —         | —         | —         | 38        | 98        | —         | —         | 31        | —         |                | Long Gone Before Daylight |
| 2003 | You're the Storm                                    | 10        | —         | —         | —         | —         | —         | —         | —         | —         | —         | —         | —         | 74        | —         |                | Long Gone Before Daylight |
| 2003 | Live and Learn                                      | —         | —         | —         | —         | —         | —         | —         | —         | —         | —         | —         | —         | —         | —         |                | Long Gone Before Daylight |
| 2005 | I Need Some Fine Wine and You, You Need to Be Nicer | 3         | —         | —         | —         | —         | —         | —         | 93        | —         | —         | —         | —         | 59        | —         |                | Super Extra Gravity       |
| 2006 | Don't Blame Your Daughter (Diamonds)                | 49        | —         | —         | —         | —         | —         | —         | —         | —         | —         | —         | —         | —         | —         |                | Super Extra Gravity       |

Notes
1. ↑  Pubblicato originariamente solo in Svezia, registrato nuovamente e pubblicato per la Svezia, Giappone e Regno Unito nel 1995 e in Europa nel 1996.
2. ↑  Uscito in Europa e Giappone.
3. ↑  Uscito in Europa e Giappone
4. ↑  Uscito in Europa ed Australia. Uscito negli Stati Uniti nel 1997.
5. ↑  Uscito in Giappone. Uscito in Europa ed Australia nel 1997

- La canzone "Losers" fu pubblicata negli Stati Uniti nel 1996 come CD promozionale, ma mai commercializzata.
- La canzone "Communication" fu pubblicata in formato 7" da Sound Pollution.

## Videografia

### Video musicali
| Anno | Video                                               | Regista                    |
| ---- | --------------------------------------------------- | -------------------------- |
| 1994 | Sick and Tired                                      | Bjorn Lindgren             |
| 1995 | Carnival                                            | Bjorn Lindgren             |
| 1995 | Rise and Shine                                      | Bjorn Lindgren             |
| 1996 | Been It (European version)                          | Bjorn Lindgren             |
| 1996 | Lovefool (European version)                         | Bjorn Lindgren             |
| 1996 | Lovefool (US version)                               | Geoff Moore                |
| 1996 | Your New Cuckoo                                     | Quatsi                     |
| 1996 | Been It (US version)                                | Lawrence Carroll           |
| 1998 | My Favourite Game                                   | Jonas Åkerlund             |
| 1999 | Erase/Rewind                                        | Adam Berg                  |
| 1999 | Hanging Around                                      | Sophie Muller              |
| 1999 | Junk Of The Hearts (Nåid Remix)                     |                            |
| 1999 | Burning Down the House (with Tom Jones)             | David Mouldy               |
| 2003 | For What It's Worth                                 |                            |
| 2003 | You're the Storm                                    | Amir Chamdin               |
| 2004 | Live and Learn                                      | Jens Jansson               |
| 2005 | I Need Some Fine Wine and You, You Need to Be Nicer | Martin Renck & Jakob Ström |
| 2006 | Don't Blame Your Daughter (Diamonds)                | Johan Renck & Martin Renck |